# Vuurkruinorganist
De vuurkruinorganist (Euphonia saturata) is een zangvogel uit de familie Fringillidae (vinkachtigen).

## Verspreiding en leefgebied
Deze soort komt voor in de Andes van zuidwestelijk Colombia tot noordwestelijk Peru.